# Силеевка
Силеевка — деревня в Жуковском районе Брянской области, в составе Летошницкого сельского поселения. Расположена в 6 км к западу от деревни Летошники, в 2,5 км к востоку от железнодорожной платформы Белоглавая (на линии Жуковка—Клетня). Население — 13 человек (2010).

## История
Основана в начале XX века; до 1929 года входила в Овстугскую волость, с 1929 года в Жуковском районе.
До 1954 года — в Лелятинском сельсовете, позднее в Летошницком. В 1964 году присоединена деревня Антоновка.
| Годы      | 1926 | 1979 | 1989 | 2002 | 2010 |
| --------- | ---- | ---- | ---- | ---- | ---- |
| Население | 125  | 67   | 32   | 21   | 13   |